# 마이크 하제티
마이크 해거티(Mike Hagerty, 1954년 5월 10일 ~ 2022년 4월 29일)는 미국의 영화 제작자, 배우이다.
시카고에서 태어났다.

## 출연 작품

### 영화
- 환상의 커플 (1987)

### 텔레비전
- 럭키 루이
- 앨리 맥빌